# Базанов, Али Оразгулович
Али Оразгулович Базанов (24 января 1918, Бишкек — 1944, Харьков, Украина) — казахский композитор. В 1935 году поступил в Московский авиационный институт, а в 1938—1941 учился в казахской студии при Московской консерватории. С началом Великой Отечественной войны ушел добровольцем на фронт. А. О. Базанов автор песен «Жастар», «Бас алга, батырлар», «Ерлерім», «Ана толгауы», «Кызыл жайлау», «Жәмилә қарындас» и другие. Написал песни на стихи Абая «Желсіз түнде жарық ай», «Кербез сұлу», музыку к драме А.Абишева «Қырағылық».